# Johan Fredric Bagge
Johan Fredric Bagge, född 28 april 1744, död 21 april 1805, var en svensk författare och sekreterare i fortifikationsförvaltningen. 
Bagge var sekreterare vid Krigskollegium och Kungliga Musikaliska Akademiens kamrer 1789–1792. Han var amatörviolinist och medlem av sällskapet Utile Dulci och valdes in som ledamot nummer 108 i KMA den 18 april 1788.
Bagge har även författat Beskrifning om upstaden Örebro och utgav tillsammans med Gideon Herman de Rogier tidskriften Journalisten.
Bagge disputerade för magistergraden 1764 på en avhandling om Örebro slott. Han arbetade arton år med sin topografiska bok Beskrifning om upstaden Örebro som trycktes av Kongl. Tryckeriet i Stockholm och utgavs 1785. Han har fått en gata uppkallad efter sig i Örebro, Baggesgatan.

## Galleri
Försättsblad och planscher ur boken "Beskrifning om upstaden Örebro" av J.F. Bagge

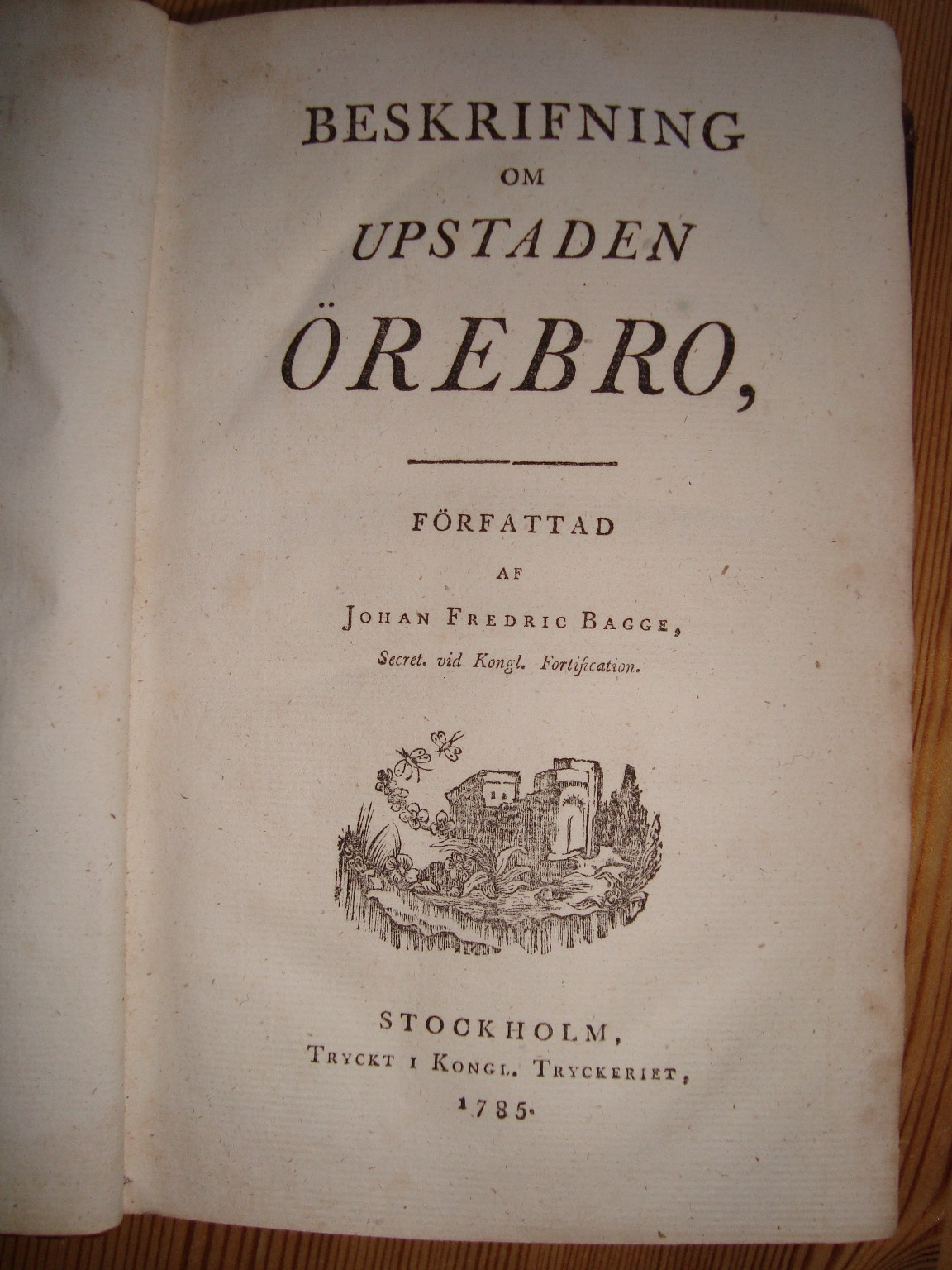
Boken "Beskrifning om upstaden Örebro" av J.F. Bagge
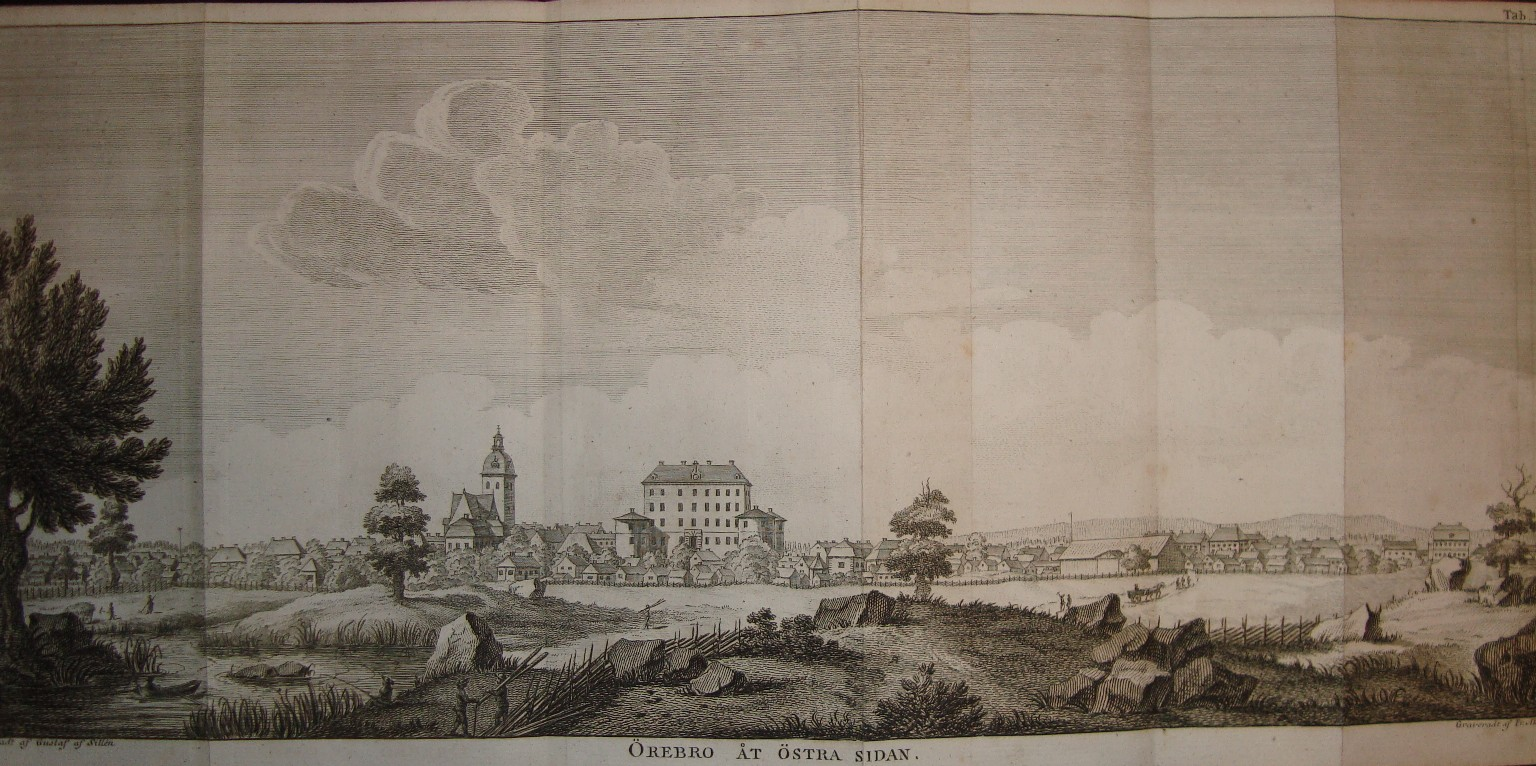
Tab 1 Örebro åt östra sidan
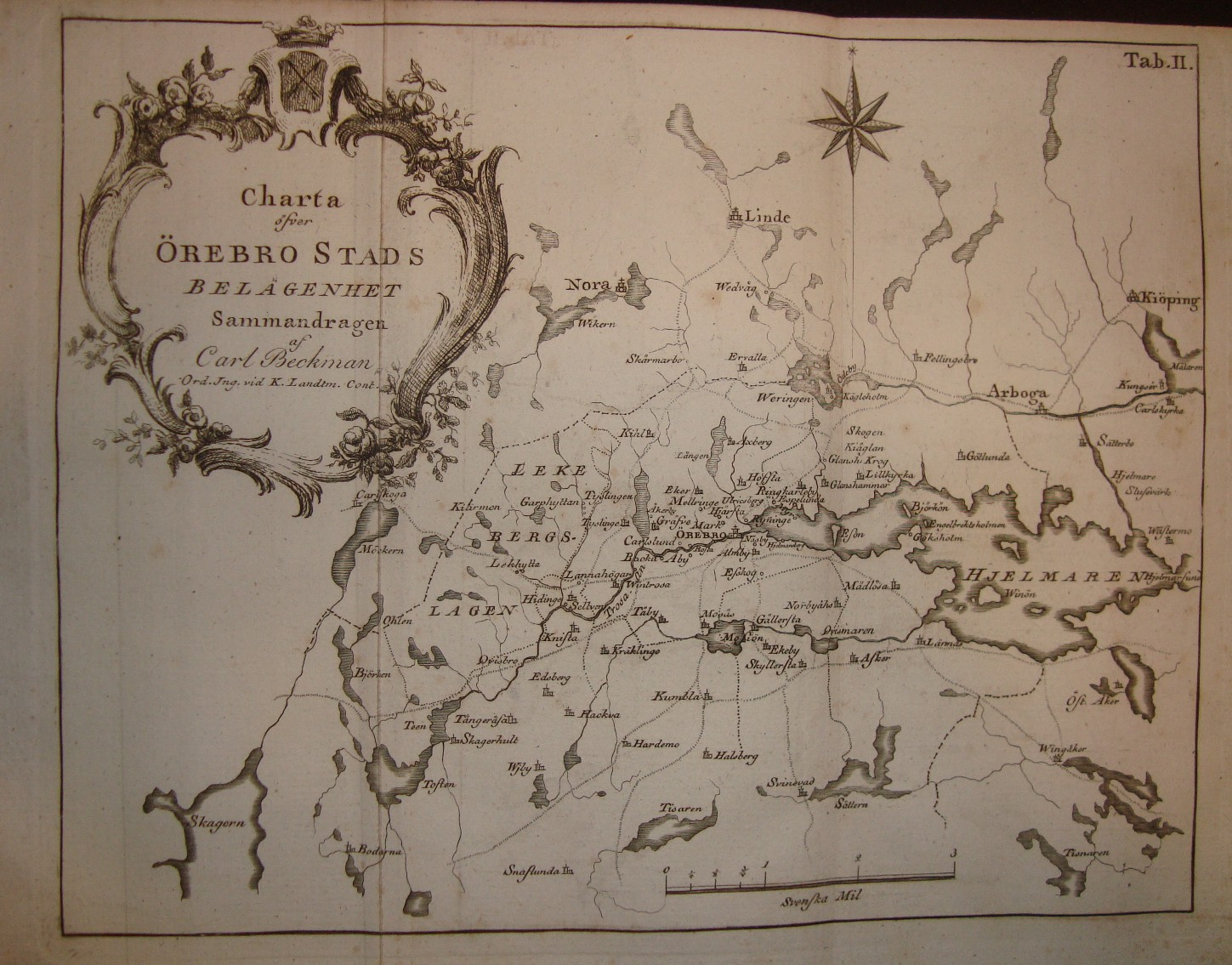
Tab 2 Charta öfver Örebro stads belägenhet
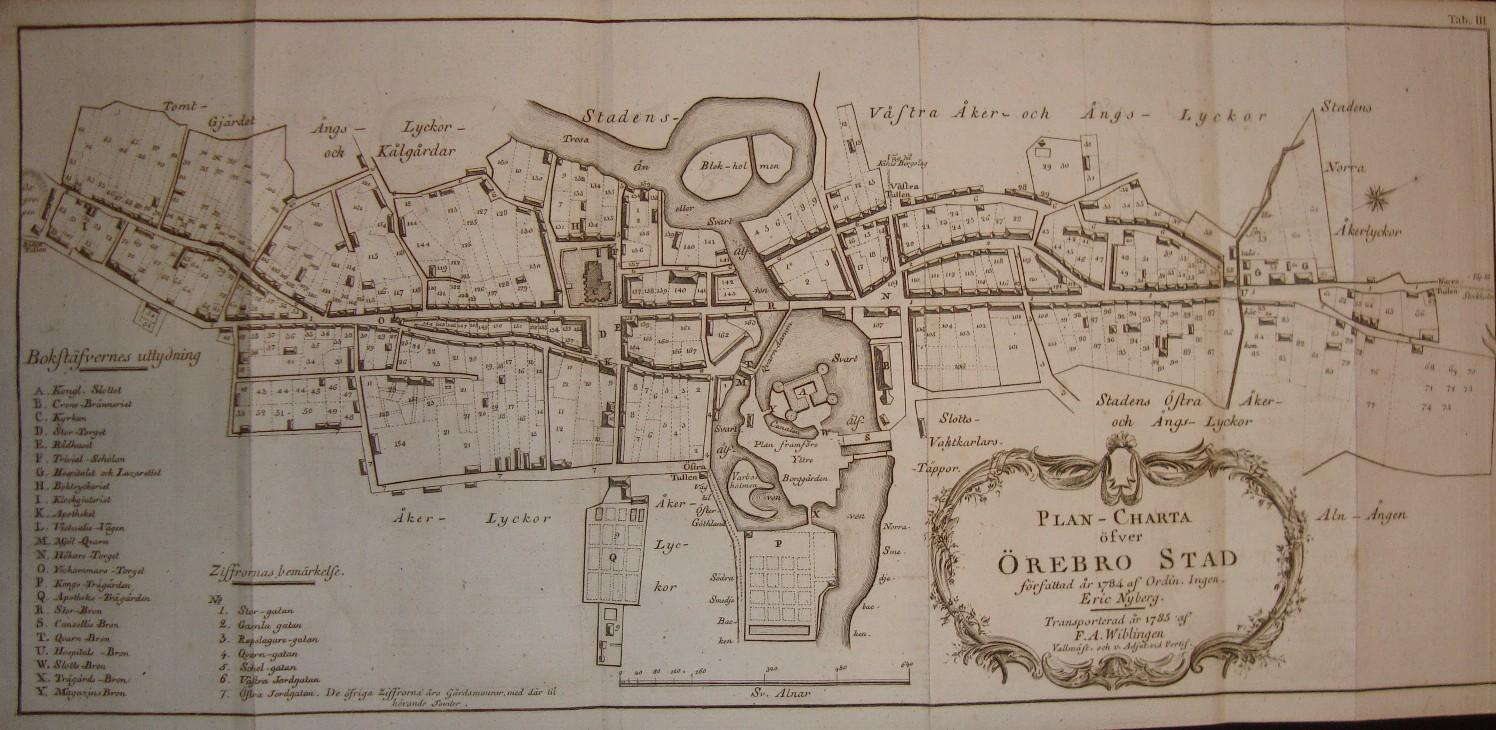
Tab 3 Plan - Charta öfver Örebro stad
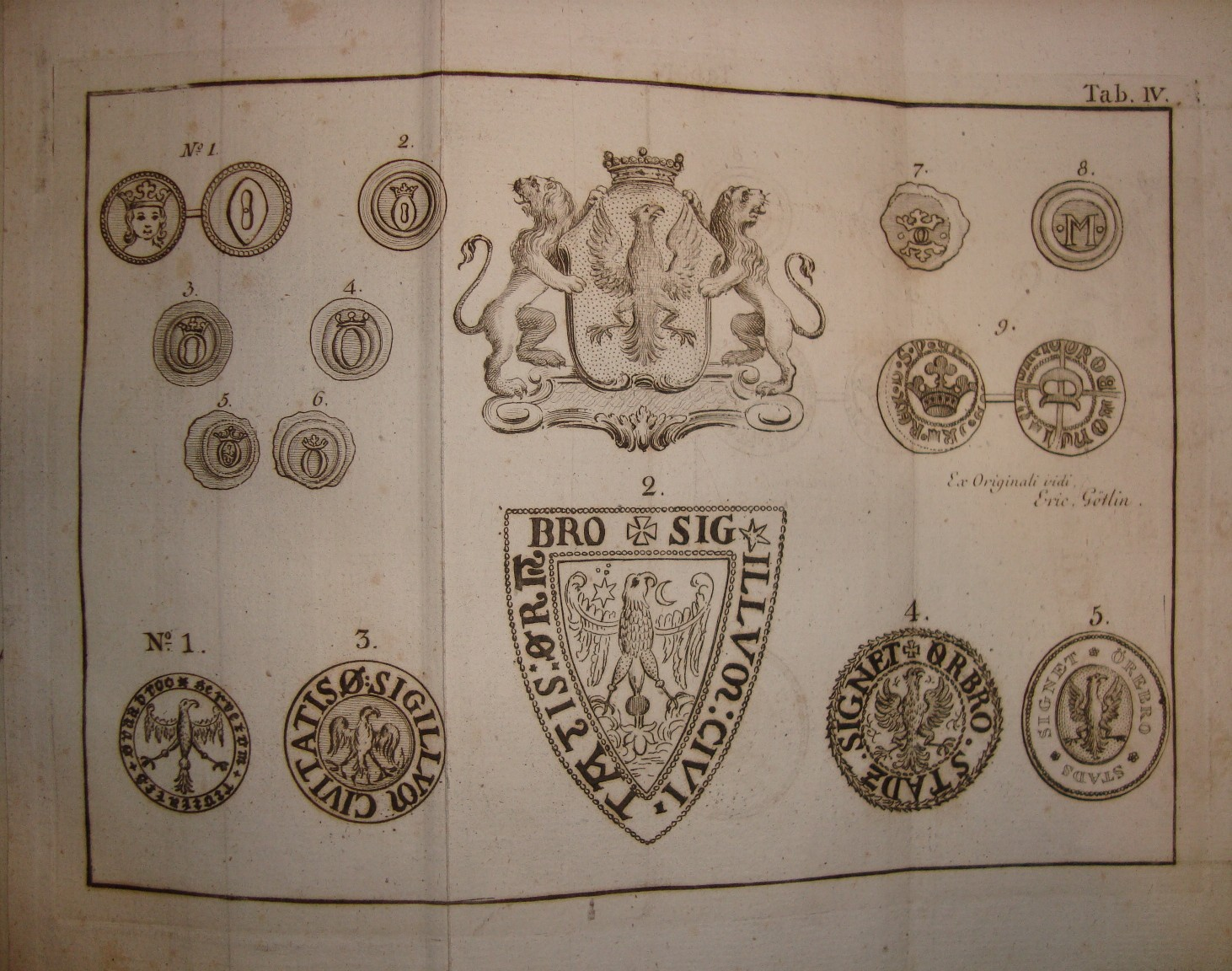
Tab 4 Örebro Sigill
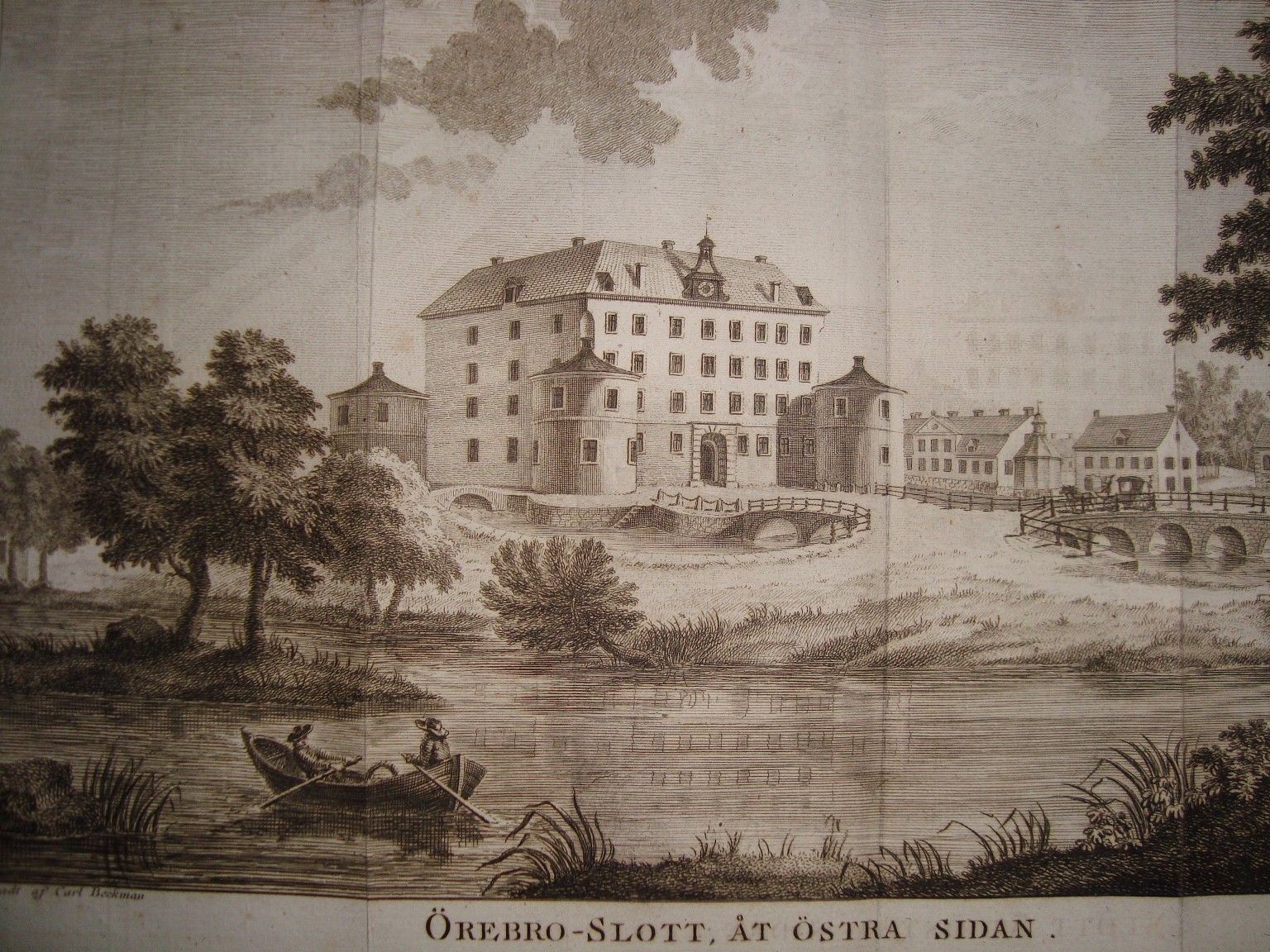
Tab 5 Örebro-slott åt östra sidan
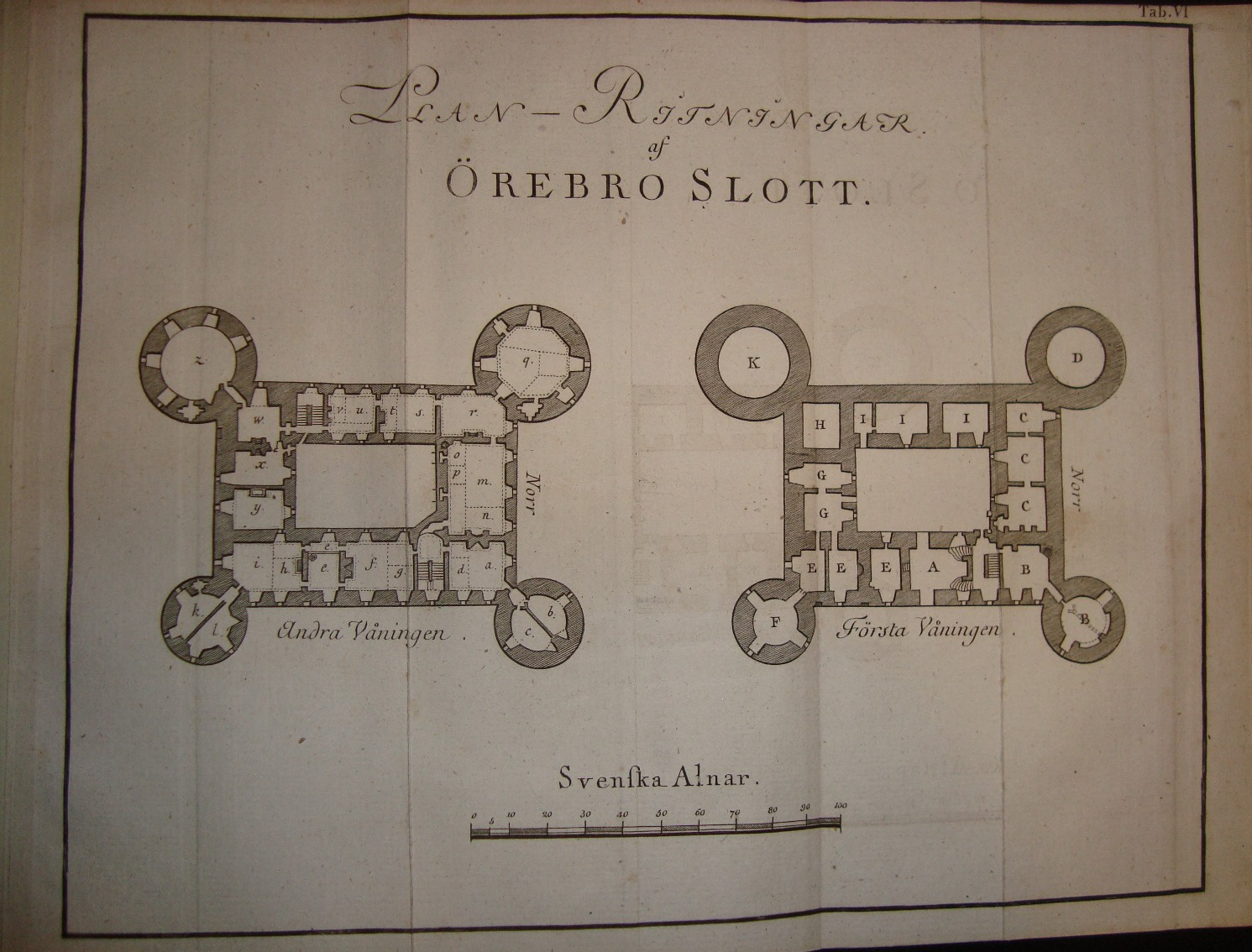
Tab 6 Plan - Ritningar af Örebro slott
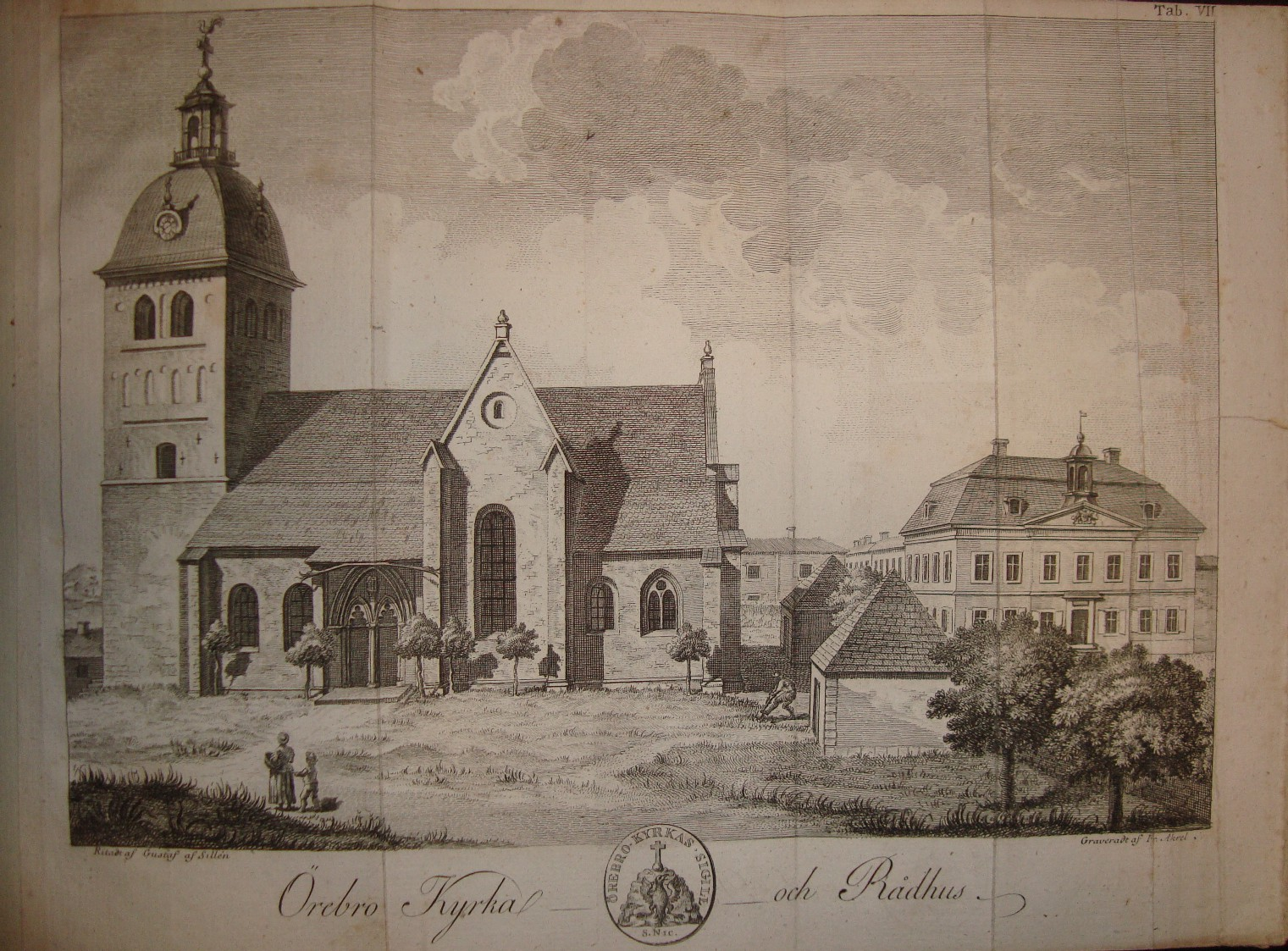
Tab 7 Örebro kyrka och Rådhus